# بریلیم-۱۰
بریلیم-۱۰ (با نماد ۱۰Be) یکی از ایزوتوپ‌های پرتوزای بریلیم است. نیمه عمر این ایزوتوپ ۱٫۳۹ × ۱۰۶ سال است و با واپاشی بتا به ایزوتوپ پایدار بور-۱۰ تبدیل می‌شود.بیشینه انرژی این فرایند ۵۵۶٫۲ keV است.